# Adrian Șut
Adrian Gheorghe Șut (ur. 30 kwietnia 1999 w Cociuba Mare) – rumuński piłkarz grający na pozycji pomocnika w rumuńskim klubie FCSB oraz reprezentacji Rumunii. Uczestnik Mistrzostw Europy 2024.